# گونتر شروتر
گونتر شروتر (به آلمانی: Günter Schröter) بازیکن فوتبال و مهاجم اهل آلمان شرقی بود که از سال ۱۹۵۲ میلادی عضو تیم ملی فوتبال آلمان شرقی بوده‌است. وی در ۳۹ بازی ملی حضور داشته و در بازی‌های ملی‌اش ۱۳ گل به ثمر رساند. گونتر شروتر آخرین بازی ملی خود را در سال ۱۹۶۲ میلادی انجام داد.